# Journal on European History of Law
Il Journal on European History of Law (Rivista per la storia del diritto europeo) è una rivista scritta in inglese e tedesco, che si occupa di argomenti della storia del diritto e che appare due volte all'anno.
La rivista si rivolge agli storici del diritto ed e ai romanisti di tutti i paesi europei. Oltre agli studi scientifici e alle analisi, la rivista contiene anche recensioni di libri tematici e attualità di storia del diritto.
La rivista viene pubblicata dal 2010 dall'editore STS Science Centre Ltd di Londra. Per la pubblicazione viene preparata dalla società della storia giuridica The European Society for History of Law. Tutti i testi vengono esaminati dal comitato scientifico.